# Calycopis gizela
Calycopis gizela is een vlinder uit de familie van de Lycaenidae. De wetenschappelijke naam van de soort werd als Thecla gizela in 1877 gepubliceerd door William Chapman Hewitson.

## Synoniemen
- Thecla geminata Draudt, 1920